# Борчанинов, Лука Иванович

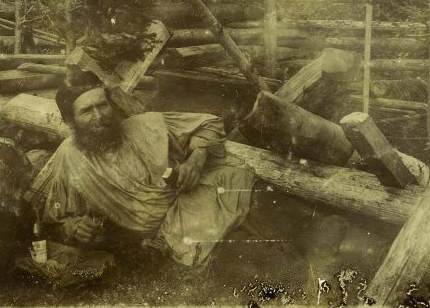
Лука Иванович Борчанинов в 1904 году. Пермский краеведческий музей. ПКМ ВХ 1993—589

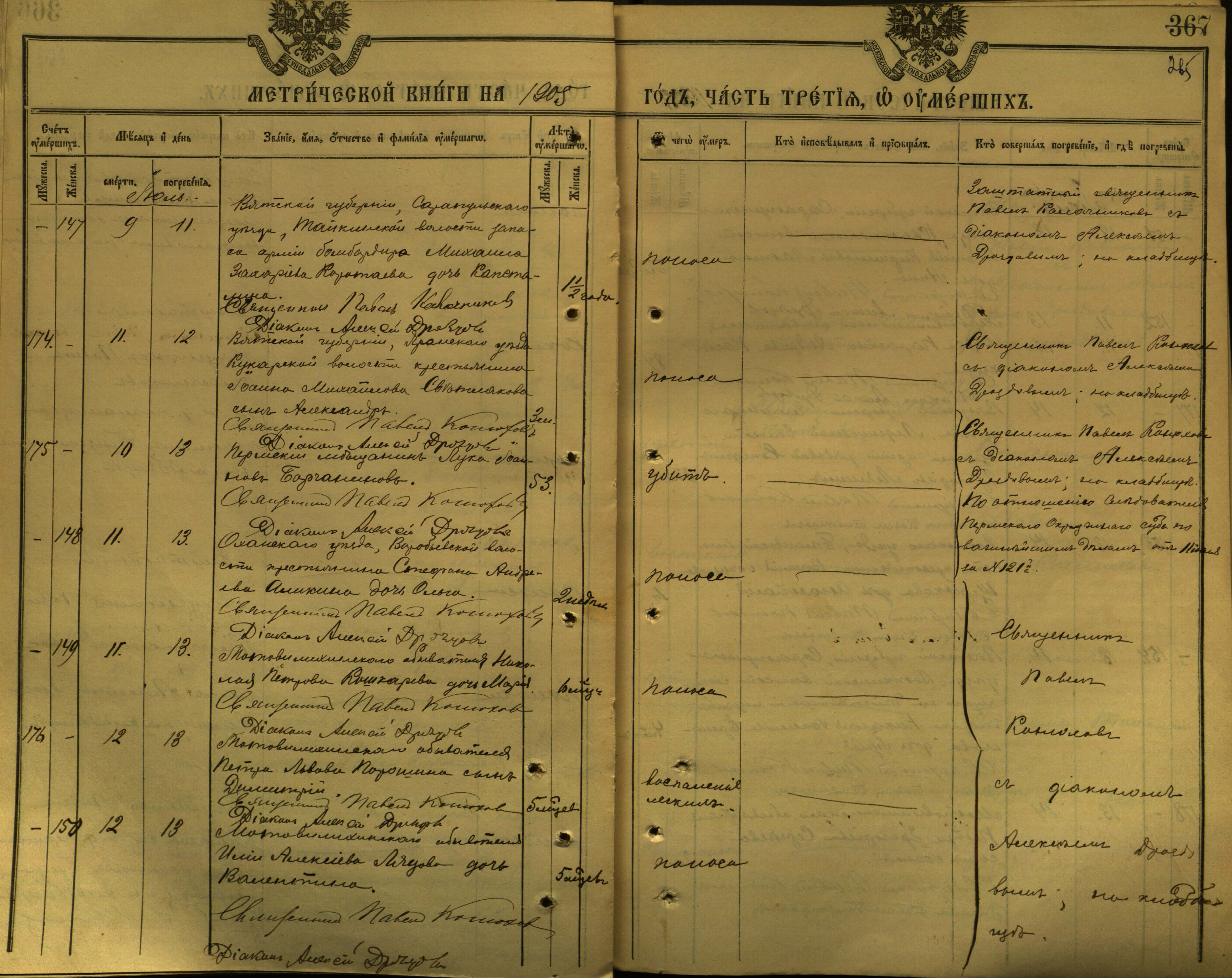
Страницы метрической книги Мотовилихинской Свято-Троицкой церкви с записью о смерти Л. И. Борчанинова. ГАПК. Ф. 37. Оп. 6. Д. 914. Л. 264об.-265

Памятник борцам революции на горе Вышке

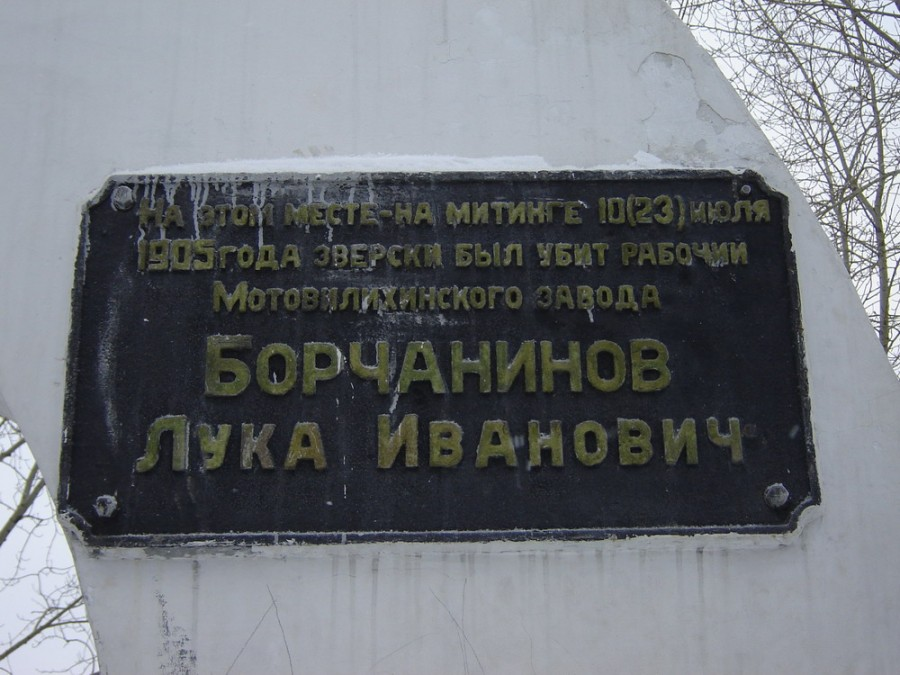
Мемориальная доска в память о Л. И. Борчанинове на памятнике борцам революции на горе Вышке

Лука́ Ива́нович Борчани́нов (1852 — 10 (23) июля 1905, Пермь) — участник Русско-Турецкой войны (1877—1878 годов), рабочий Мотовилихинского завода, один из первых в России сварщиков. Работал под руководством Николая Гавриловича Славянова, изобретателя дуговой сварки металлов. Вместе с рабочим Петром Аспидовым сопровождал Славянова на Четвёртую электрическую выставку в Санкт-Петербурге, где они оборудовали временную мастерскую и демонстрировали процесс исправления металлических деталей электросваркой.
Участвовал в постройке крупнейшего в России и Европе парохода «Редедя князь Косогский», где впервые в истории судостроения вместо клёпки использовалась сварка. Пароход эксплуатировался до 1955 года под названием «Степан Разин».
Лука Иванович погиб при невыясненных обстоятельствах во время разгона казаками и полицией собрания рабочих 10 (23) июля 1905 года на горе Вышке в Мотовилихе.
Его смерть была отражена в песне неизвестного автора «О кровавых событиях на Вышке 10 июля», которая была напечатана в виде листовки и распространялась среди рабочих Пермских пушечных заводов:
«Сошлись рассудить мы о праве своём,
Орда казаков налетела,
Послышался залпа ружейного гром,
И в воздухе плеть засвистела…
Хунхузы царя не жалеют плетей.
Нет ружей у нас под рукою –
Избили нещадно нас, жён и детей,
Кровь наша лилася рекою…
Снесли старичку они череп долой,
Мозг выпал, смешался с травою, —
А ружей у нас, братья, нет под рукой,
Покончили б с дикой ордою!
Но близок уж час, мы позор отомстим,
Оружье себе мы достанем.
Погибнет злодей, все опричники с ним –
Свободны, счастливы мы станем!»
Его сын, Александр Борчанинов, был одним из руководителей Мотовилихинского вооружённого восстания в декабре 1905 года, участником Гражданской войны, а позднее главой пермских городского, губернского и окружного исполкомов.
В честь Луки Борчанинова названа улица Борчаниновская в микрорайоне Висим, входящем в состав Мотовилихинского района Перми.